# 欧迪耶讷湾 (凯尔盖朗群岛)
欧迪耶讷湾（法語：Baie d'Audierne）是南極洲的海灣，位於凱爾蓋朗群島，西面是拉利耶迪巴蒂半島，東面是加列尼半島，該海灣由法屬南部領地負責管轄。